# Baía Azul
Formações rochosas na Baía Azul.
Baía Azul  é uma praia no sul da província de Benguela, em Angola. Está situada ao sul de Praia Morena e possui 3 km de extensão. Ela deve seu nome às águas de forte tom azul da região. Baía Azul é considerada a "mãe" das praias de Benguela. De beleza única, a praia é um dos destinos turísticos naturais mais importantes do país. 